# Pichlice
Pichlice [pronunciación en polaco: /piˈxlit͡sɛ/] es un pueblo ubicado en el distrito administrativo de Gmina Sokolniki, dentro del Distrito de Wieruszów, Voivodato de Łódź, en Polonia central. Se encuentra aproximadamente a 5 kilómetros al noreste de Sokolniki, a 17 kilómetros al este de Wieruszów, y a 91 kilómetros al suroeste de la capital regional Łódź.